# Eamon
Eamon Doyle bedre kendt som Eamon (født 1984 i Staten Island, New York City, New York, USA) er en amerikansk R&B- og hip hopsinger-songwriter. Han er bedst kendt for sin hitsingle, "Fuck It (I Don't Want You Back)".